# Iltmangel
Iltmangel opstår under uheldige sammenfald af lavt iltindhold og ringe iltbevægelse. Et lavt iltindhold er altså ikke uden videre det sammen som iltmangel, og en lav bevægelighed af ilt er heller ikke faretruende i sig selv.
Hvis iltindholdet i luft eller vand når en bestemt mindsteværdi (i luft ligger den ved ca. 5% iltindhold), er det dog problematisk for de iltkrævende (aerobe) organismer, og i de fleste tifælde vil de søge bort, hvis de formår det.
Iltmangel afhjælpes på kort sigt ved øget omrøring i luft eller vand og på langt sigt ved en øgning af iltindholdet.